# Tombe di Kasubi
Le tombe di Kasubi si trovavano sulle colline del distretto di Kampala, in Uganda e sono il tradizionale luogo di sepoltura dei sovrani (kabaka) del Buganda e dei membri della famiglia reale.
Quattro tombe reali erano situate in un edificio chiamato Muzibu Azaala Mpanga, di forma circolare e coperto da una cupola di stoppia. Il sito rappresenta un importante esempio di architettura tradizionale basata esclusivamente su materiali vegetali ed è considerato un importante centro spirituale per gli abitanti della regione, e perciò attira un numero considerevole di turisti.
Nel 2001 le tombe di Kasubi sono state dichiarate Patrimonio dell'umanità dall'UNESCO, ma alcune fra le tombe più importanti, tra cui il Muzibu Azaala Mpanga, furono completamente distrutte nel marzo 2010 in un incendio la cui dubbia origine ha portato all'apertura di un'inchiesta giudiziaria. Per questa ragione, il 29 luglio 2010 il sito è stato inserito nella Lista dei patrimoni dell'umanità in pericolo. La famiglia reale Buganda si è impegnata nella ricostruzione delle tombe e, allo stesso modo, anche il presidente Yoweri Museveni ha garantito l'impegno del governo nazionale ugandese nella ricostruzione del sito; i lavori, aiutati da finanziamenti giapponesi, hanno avuto inizio nel 2014. La ricostruzione è stata completata nell'estate del 2023, consentendo così al Comitato del patrimonio mondiale di togliere il sito dalla lista del patrimonio dell'umanità in pericolo durante la sua XLV sessione, il 12 settembre 2023.

## Le tombe

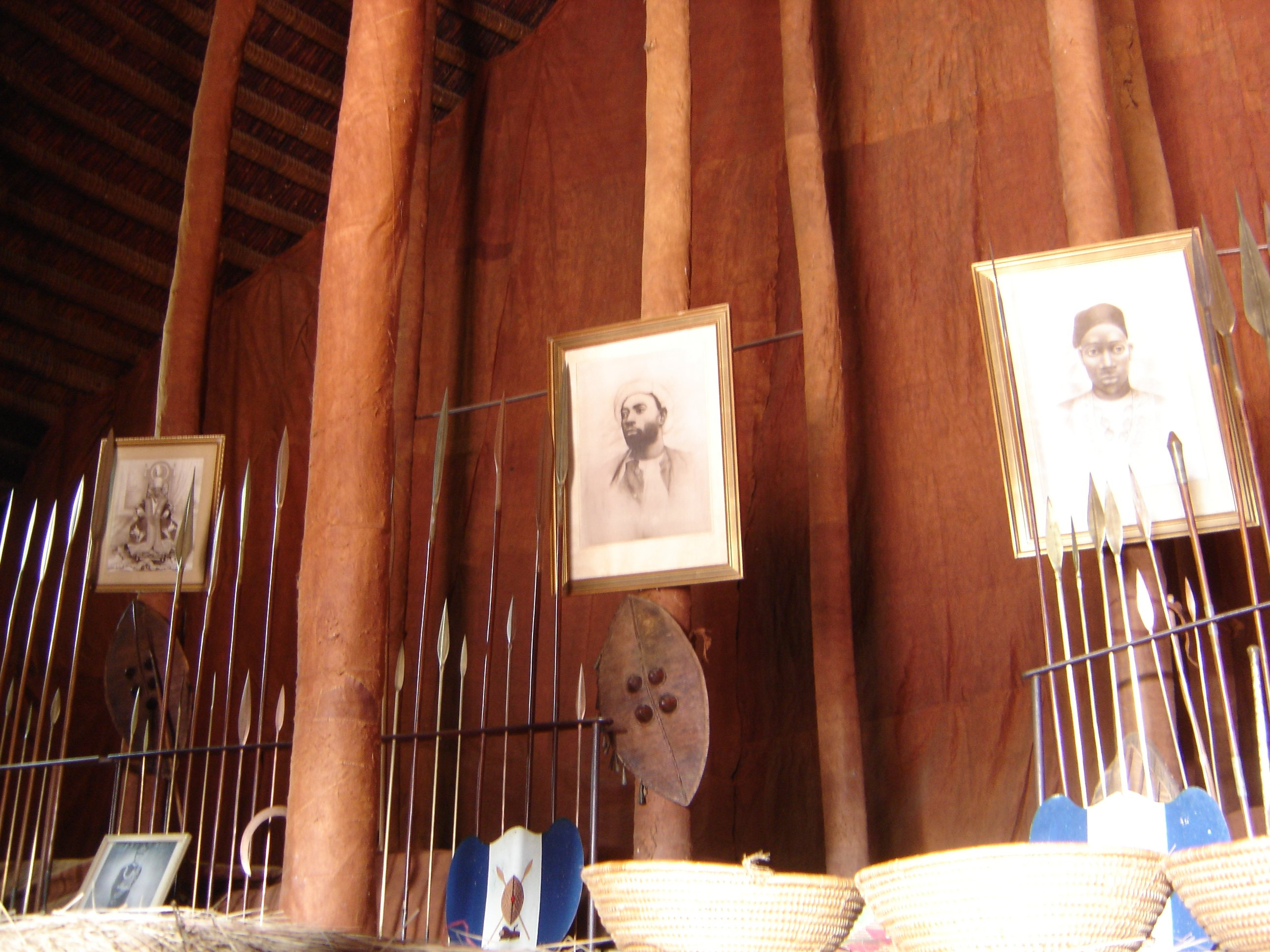
Reliquie e ritratti all'interno della struttura.

Il sito UNESCO delle tombe di Kasubi comprende 26 ettari (64 acri) della collina di Kasubi della città di Kampala, circa a 5 kilometri (3.1 miglia) a nord ovest dal centro cittadino. Gran parte del territorio è oggi parte di aziende agricole che utilizzano modalità di coltivazione tradizionale. Il confine dell'area sepolcrale è segnato da piante di Matuba che hanno impedito l'urbanizzazione della zona.
Il recinto reale di Kasubi Hill fu costruito nel 1881 da Muteesa I, il trentacinquesimo Kabaka di Buganda in sostituzione di un precedente edificio realizzato da suo padre nel 1820. Il nuovo palazzo, alla morte di Muteesa I nel 1884, divenne uno dei 31 luoghi di sepoltura dei sovrani di Buganda. 
Tradizionalmente, la mascella del sovrano defunto, nella quale si credeva fosse custodita l'anima della persona, veniva conservata in una teca separata dal luogo di sepoltura del corpo.
Le tombe di Kasubi, conosciute anche come tombe dei Ssekabaka, sono il luogo di sepoltura di quattro differenti Kabakas.
I quattro kabakas (re) sepolti al sito sono:
- Muteesa I di Buganda (1835–1884)
- Mwanga II di Buganda (1867–1903)
- Daudi Cwa II di Buganda (1896–1939)
- Mutesa II di Buganda (1924–1969)

Nei pressi del sito, sono sepolti anche i discendenti dei quattro sovrani.

## Distruzione

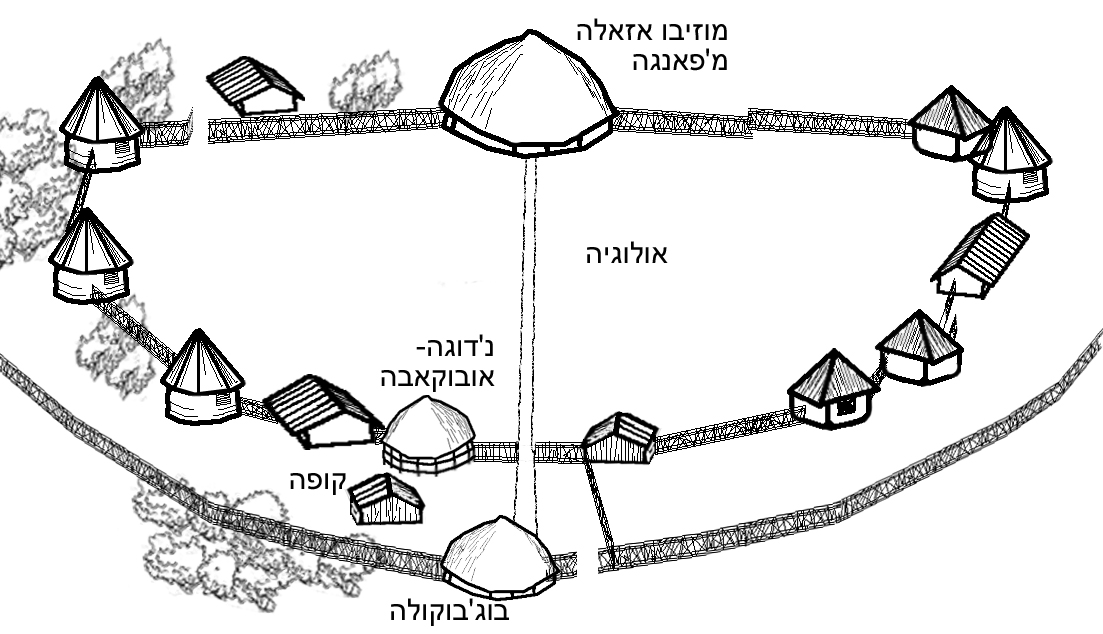
La struttura contenente le tombe si trova alla fine di un grande cortile.

Il 16 marzo 2010, verso le 20:30 ora locale, le tombe di Kasubi sono state quasi completamente distrutte da un incendio. La causa dell'incendio è ancora sconosciuta. Il regno di Buganda ha promesso di condurre indagini accanto alle forze di polizia nazionali. John Bosco Walusimbi, il Primo Ministro del Regno di Buganda, il 17 marzo ha dichiarato:
(John Walusimbi, Primo Ministro del Regno di Buganda)
Il 17 marzo 2010 il Kabaka di Buganda, Muwenda Mutebi II, e il Presidente dell'Uganda, Yoweri Museveni, hanno visitato il sito delle tombe. Centinaia di persone hanno viaggiato verso il sito per aiutare a recuperare qualsiasi cosa sia rimasta di esso. Durante la visita del Presidente sono scoppiati dei tumulti: le forze di sicurezza hanno ucciso due rivoltosi e cinque sono stati feriti. I soldati ugandesi e la polizia si sono scontrati anche con i rivoltosi nella città-capitale di Kampala, dove le forze hanno usato i lacrimogeni per disperdere i rivoltosi del Baganda gruppo etnico.
La distruzione è arrivata sulla scia di un rapporto diplomatico non sereno fra il governo dell'Uganda e il Regno di Buganda, in particolare dopo le sommosse del settembre 2009. In vista di questi disordini, i rivoltosi sono stati arrestati e sono in attesa di giudizio.
Nonostante gli edifici siano andati perduti, tutto quello che c'era al loro interno è ancora intatto. L'amministrazione del Regno di Buganda ha promesso di ricostruire le tombe, e il presidente Museveni ha dichiarato che il governo nazionale parteciperà al restauro.

### Dopo l'incidente
L'amministrazione del Regno di Buganda si è impegnata a ricostruire le tombe e il presidente Museveni ha affermato che il governo nazionale avrebbe aiutato nel restauro. È stata istituita una commissione per determinare la causa dell'incendio e delle morti civili nei giorni successivi, la quale ha consegnato un rapporto al governo ugandese nel marzo 2011 che però non è stato reso pubblico.
A partire da dicembre 2012, un piano per ripristinare le tombe di Kasubi è stato lanciato con l'aiuto di fondi stranieri, e il governo Buganda ha ora messo l'accento sulle misure di sicurezza durante il restauro che limiteranno l'accesso alle tombe. In risposta all'incidente è stata inviata una missione attraverso i fondi giapponesi UNESCO per la conservazione del patrimonio culturale mondiale per creare un sistema di prevenzione per la ricostruzione delle tombe. Sulla base dei risultati della missione, il governo giapponese ha deciso di fornire una cooperazione del fondo di progetto per la ricostruzione delle tombe, la rimozione dall'elenco del patrimonio mondiale in pericolo, l'istituzione di un efficiente sistema di prevenzione dei rischi e l'invio di esperti nel restauro dei beni culturali.
L'intervento di ripristino si è concluso nell'estate del 2023, permettendo di riportare il Muzibu Azaala Mpanga e la casa del guardiano allo stato di conservazione desiderato e consentendo di installare i necessari impianti di sicurezza antincendio.